# Bellaluna

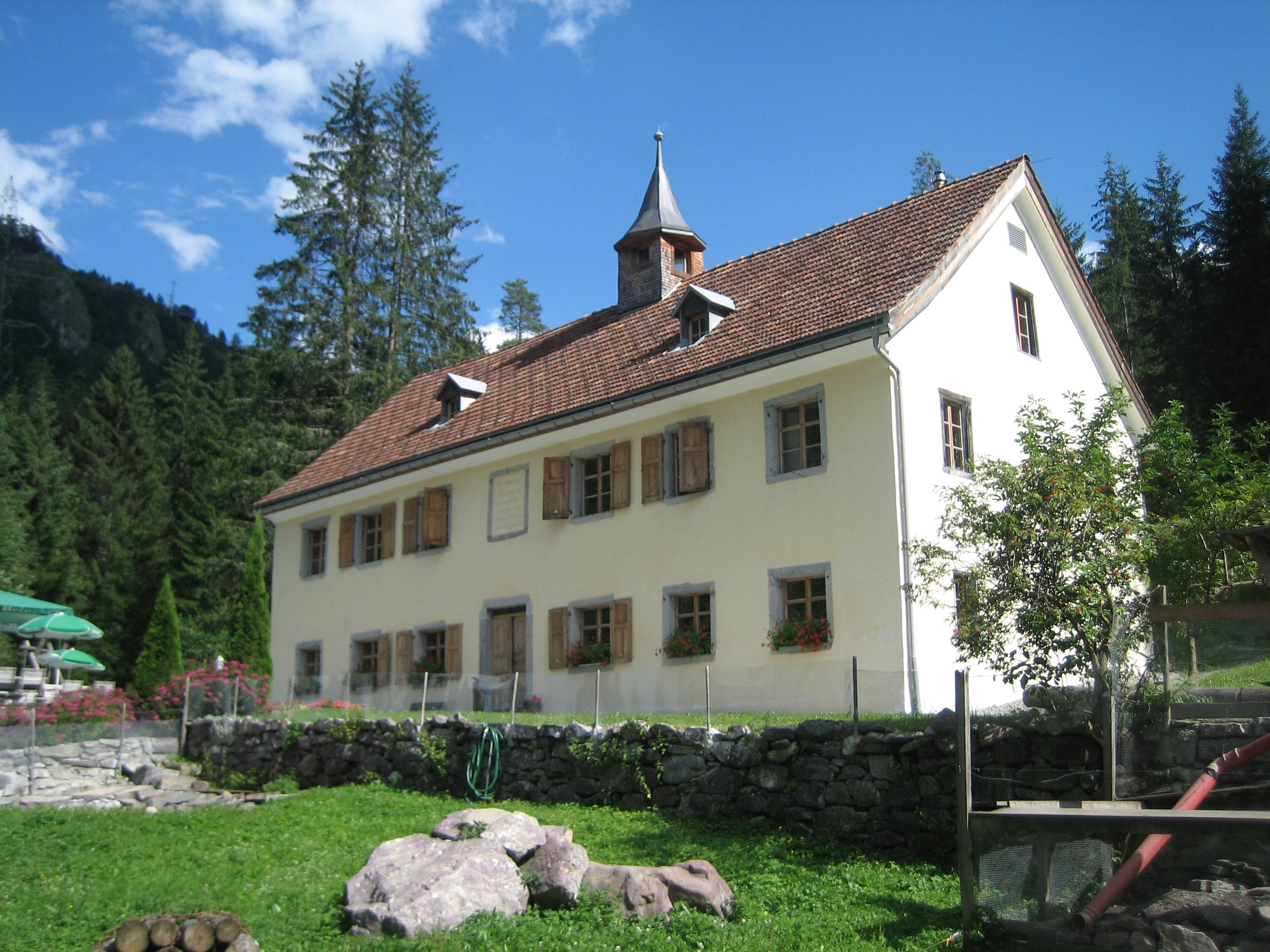
Das ehemalige Knappenhaus

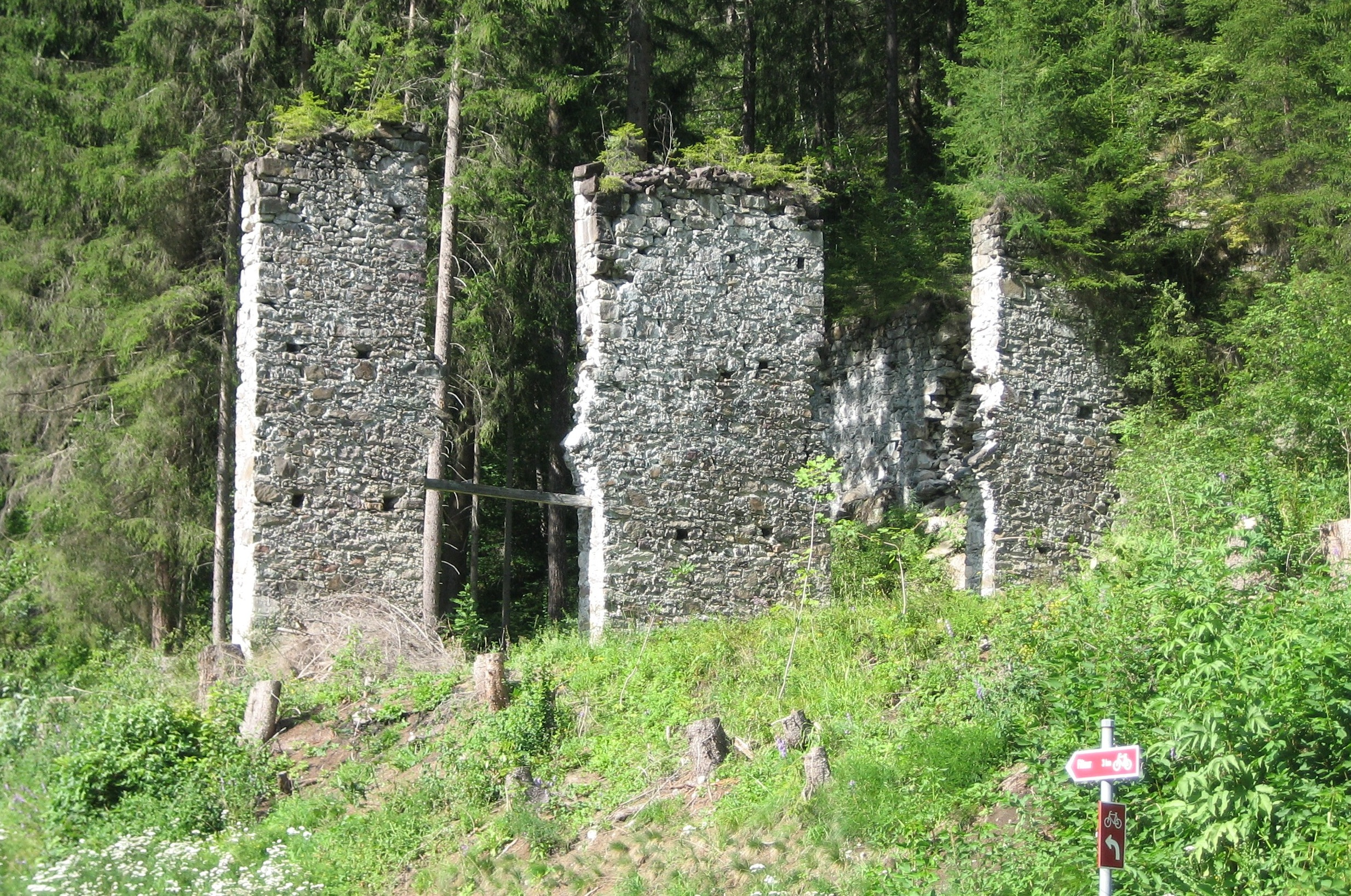
Ruinen der ehemaligen Schmelze

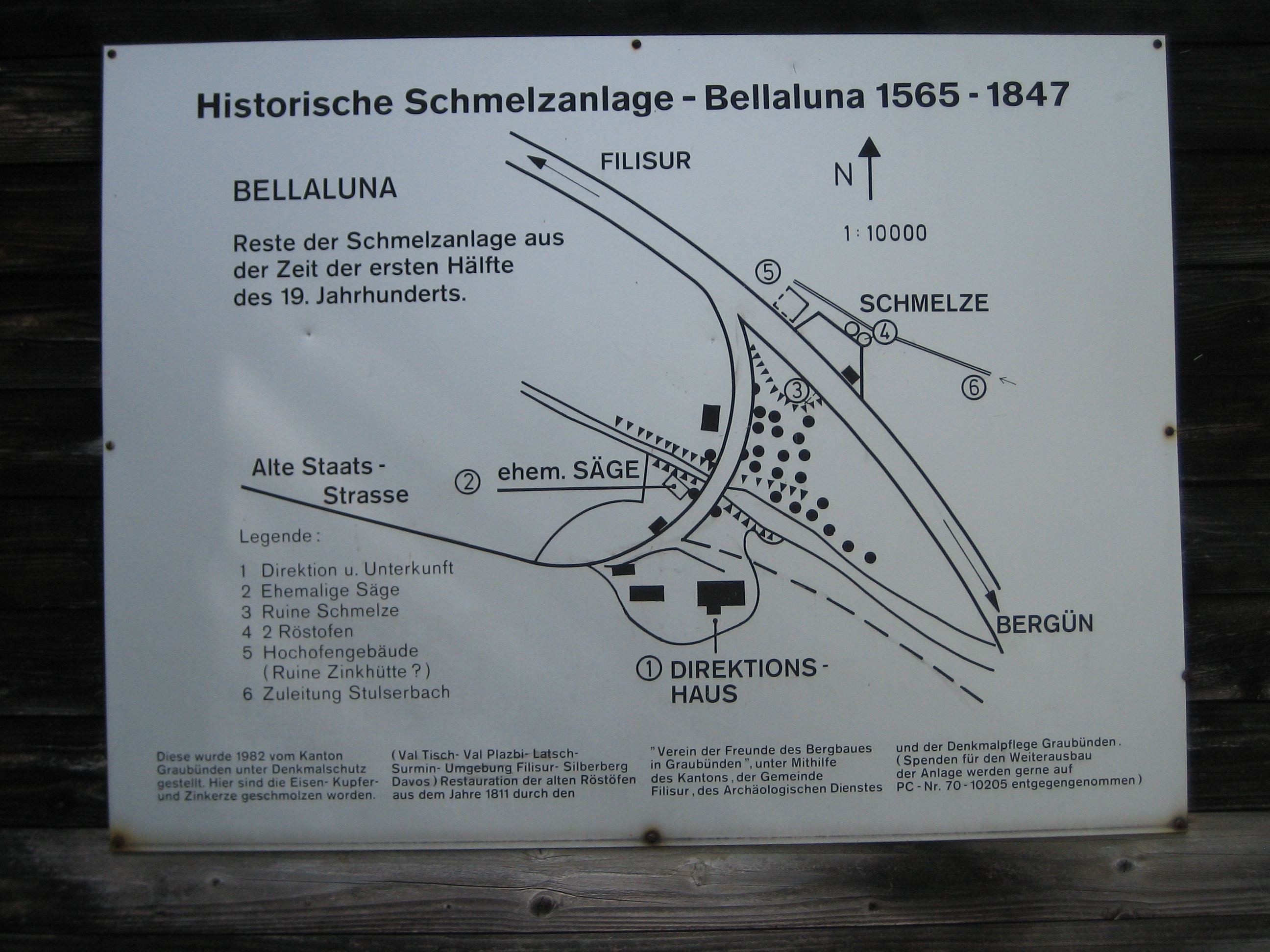
Übersichtsplan

Die Bellaluna ⓘ war ein aus Bergwerken und Wirtschaftshäusern bestehender Gebäudekomplex zwischen Filisur und Bergün/Bravuogn im Albulatal im Kanton Graubünden. Heute stehen nur noch das Knappengebäude und das Direktionsgebäude; 
von den anderen Bauwerken existieren noch Mauerreste und Ruinen.
Erstmals urkundlich erwähnt wurde die Bellaluna im Jahre 1568, als das Albulatal Zentrum der Eisen- und Zinkschmelze war. In der Blütezeit zu Beginn des 17. Jahrhunderts arbeiteten hunderte Grubenarbeiter in den Stollen und an den Hochöfen. 
1821 wurde in der Bellaluna ein Zinkofen errichtet. Nach einigem Auf und Ab wurde das Bergbauwesen im Jahre 1848 aufgegeben.
In den folgenden Jahren hatte die Bellaluna diverse Eigentümer. 1903 wurde dort ein Sägewerk errichtet, das mit der Wasserkraft der Albula betrieben wurde. Nach Hochwasser und Brand im Sägewerk erwarb die Wirtin Paula Roth 1965 das Gebäude und führte es fortan als Wirts- und Gästehaus, das als Hexenhaus bekannt und Ort vieler skurriler Begebenheiten und Legenden wurde. Im April 1988 wurde Paula Roth von Einbrechern erstochen, was grosses Aufsehen erregte.
2012 kaufte ein Gastronom die Bellaluna und stellte den Hotelbetrieb ein.